# ميني فان

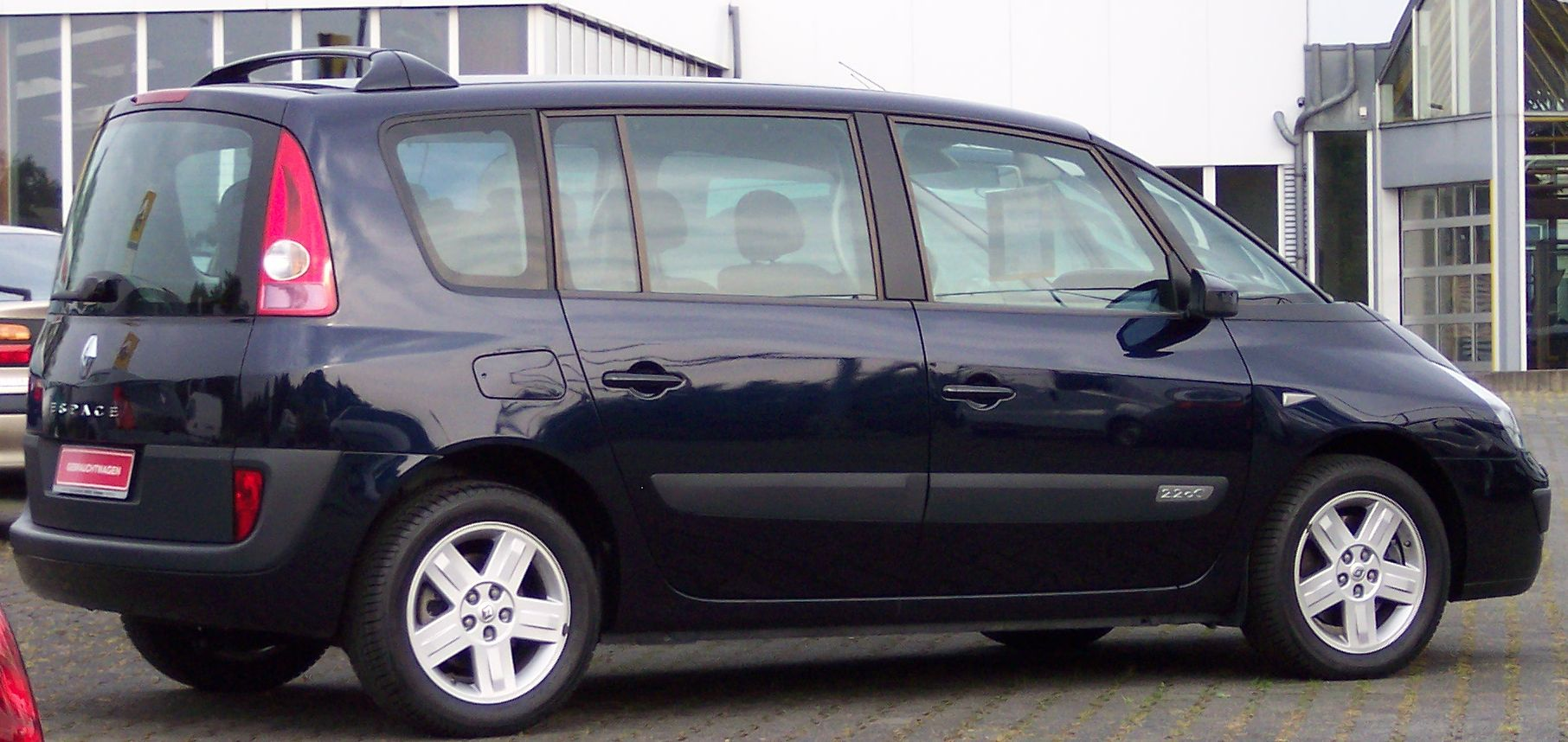
سيارة ميني فان رينو إي سبيس

الميني فان (سيارة الستة أو السبعة أو الثمانية ركاب إلخ) سيارات تشبه من حيث الشكل عربات النقل في هيئتها المربعة إلا أنها لنقل الركاب. تكون أطول من سيارات الصالون وتصمم للحصول على غرفة داخلية كبيرة.

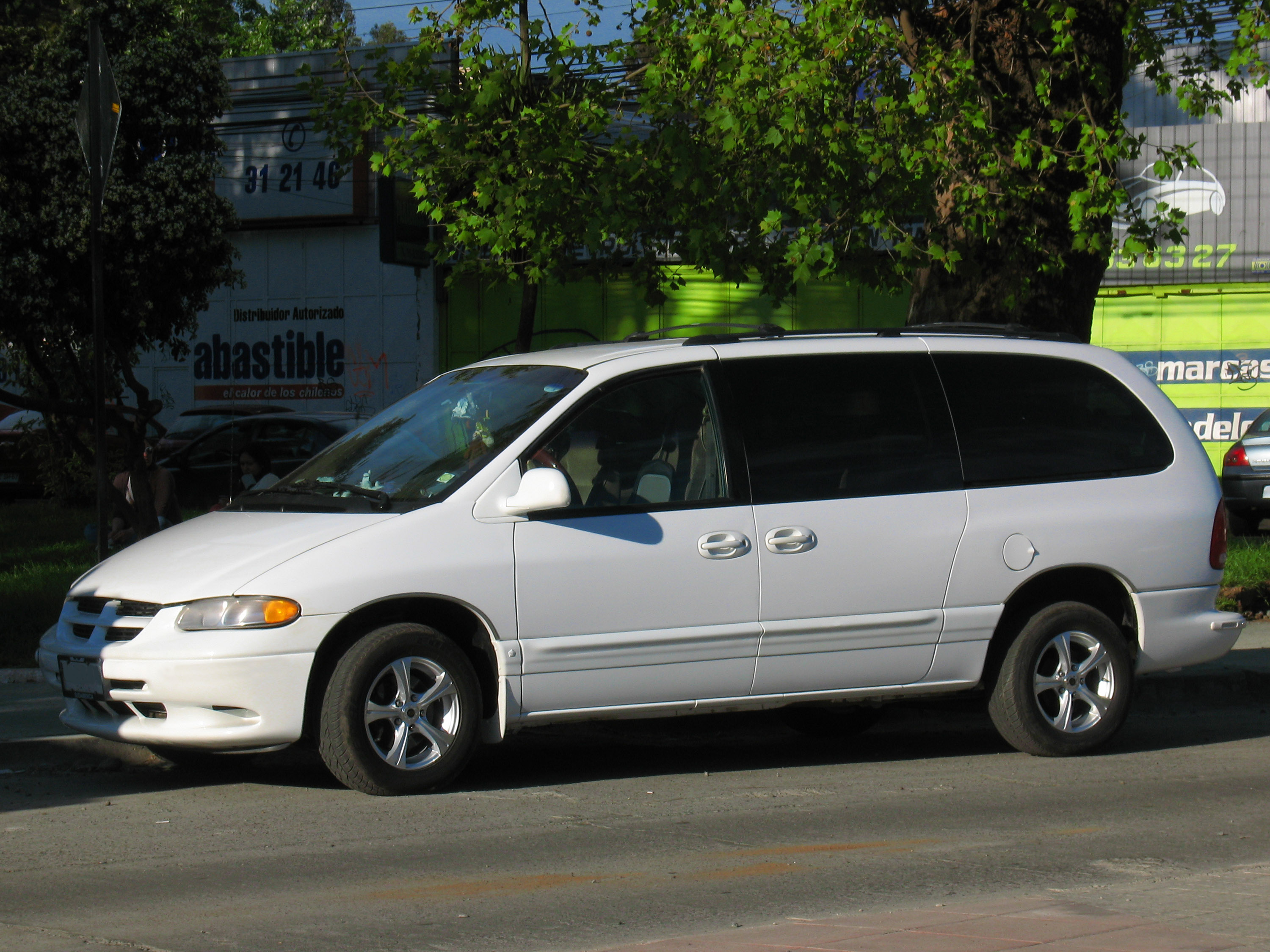
كرايسلر غراند كارافان
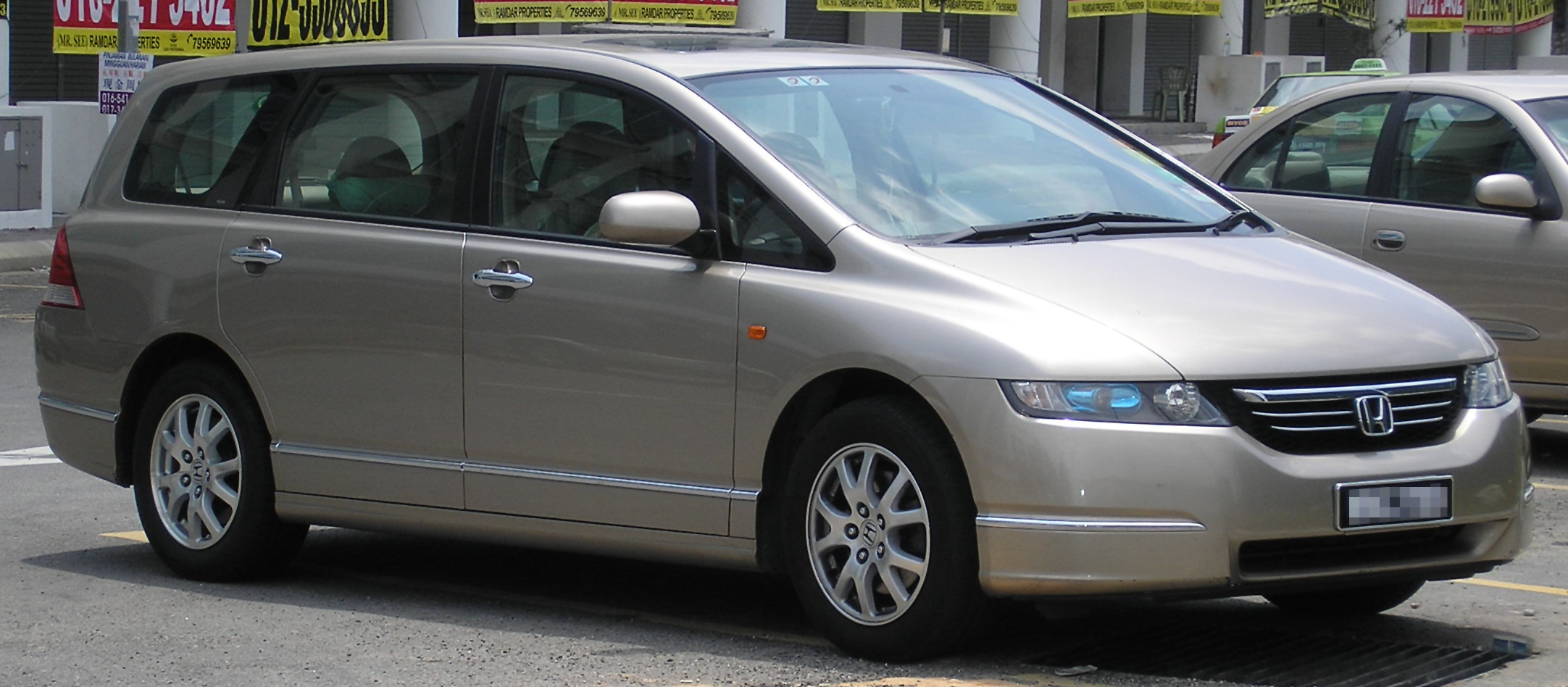
هوندا أوديسي
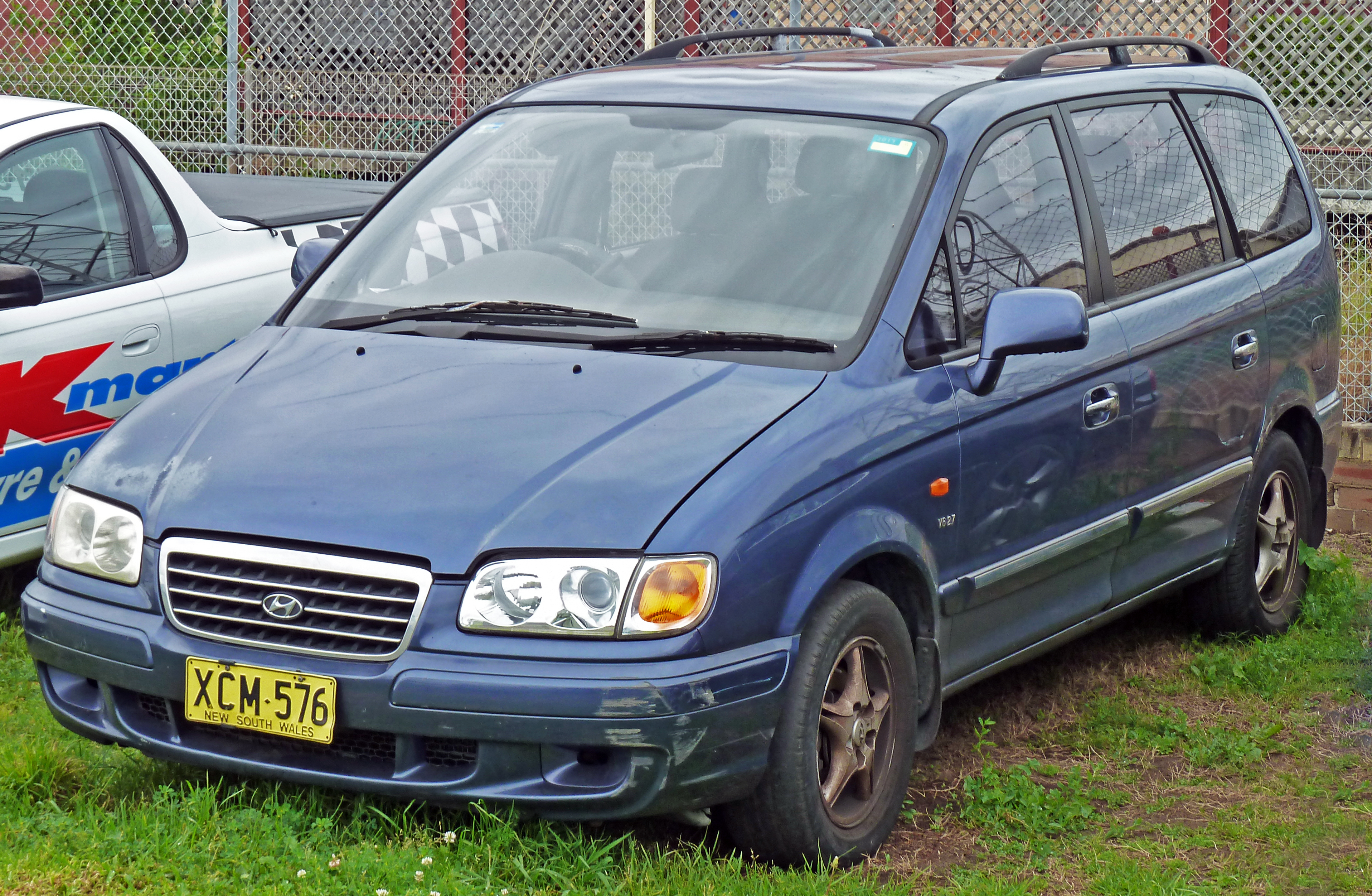
هيونداي تراجيت
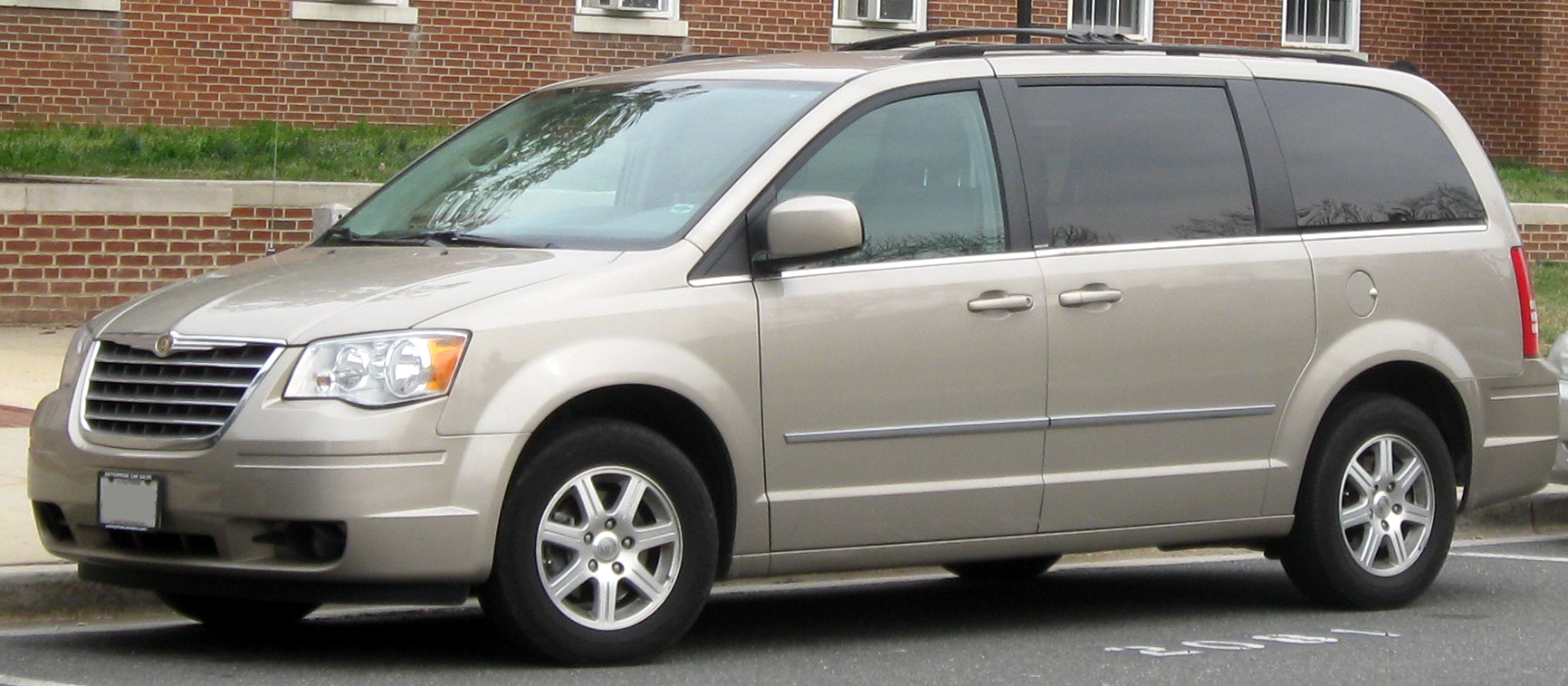
كرايسر تاون أند كنتري
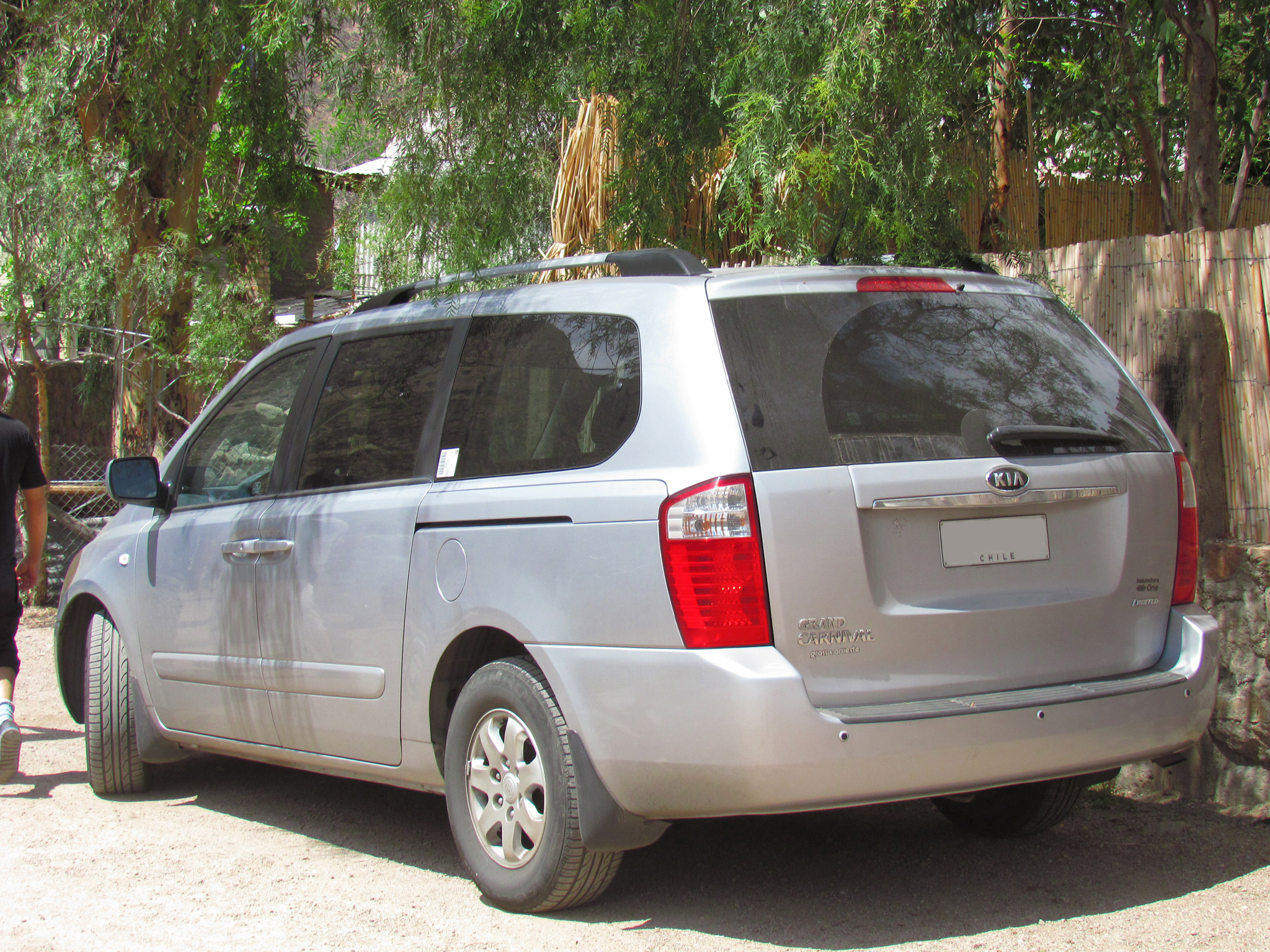
كيا كارنيفال [الإنجليزية]
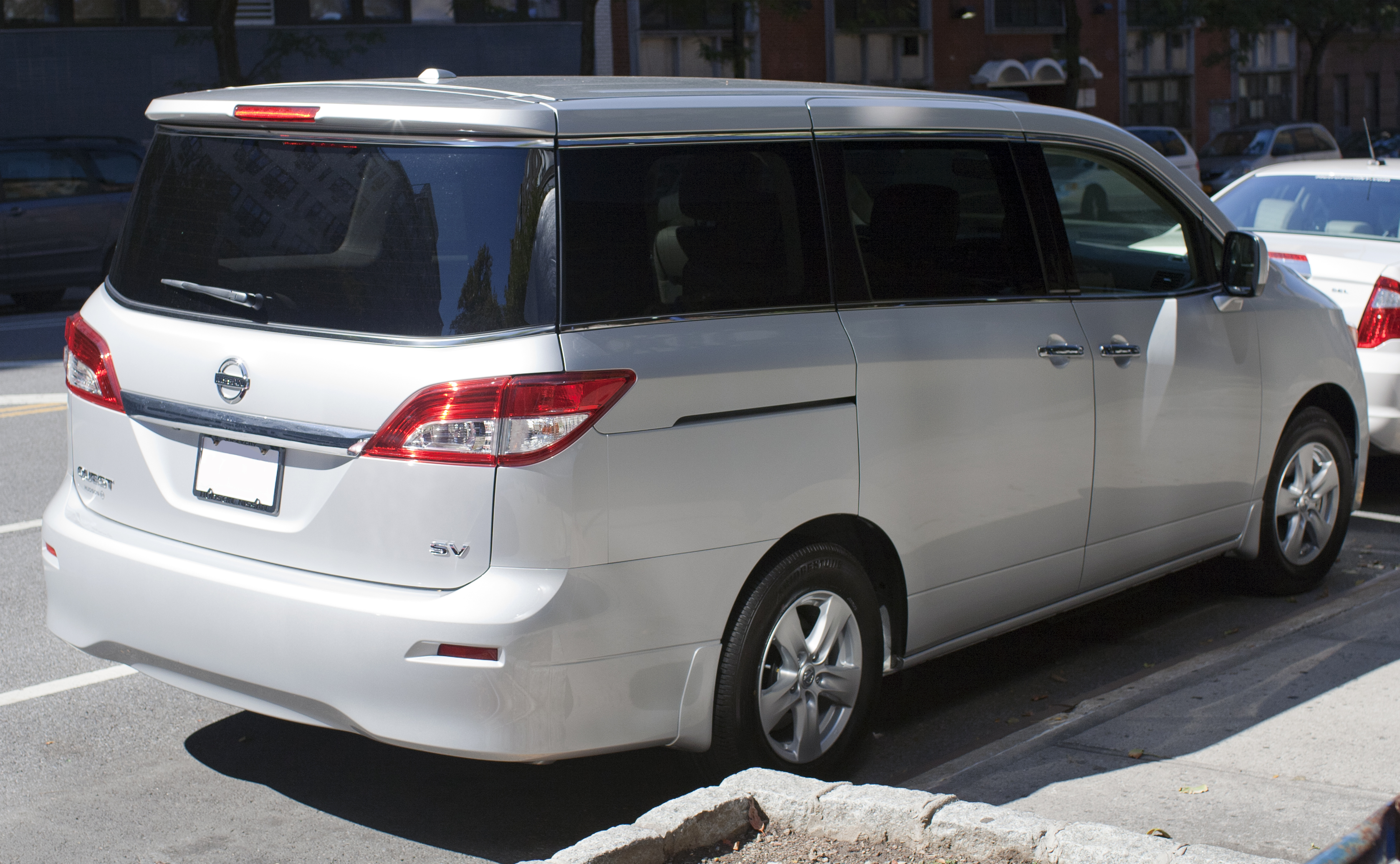
نيسان كويست
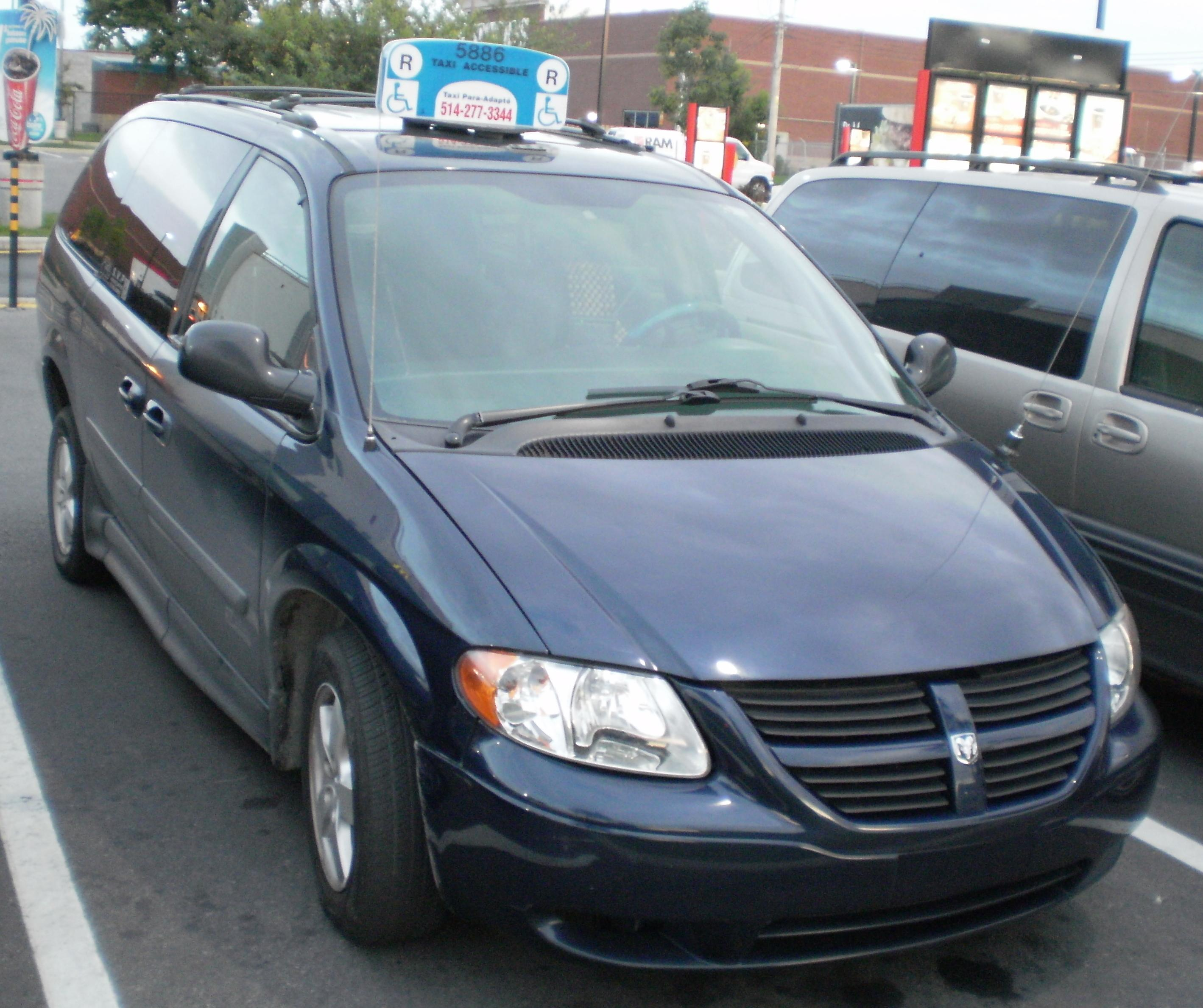
دوج غراند كرافان
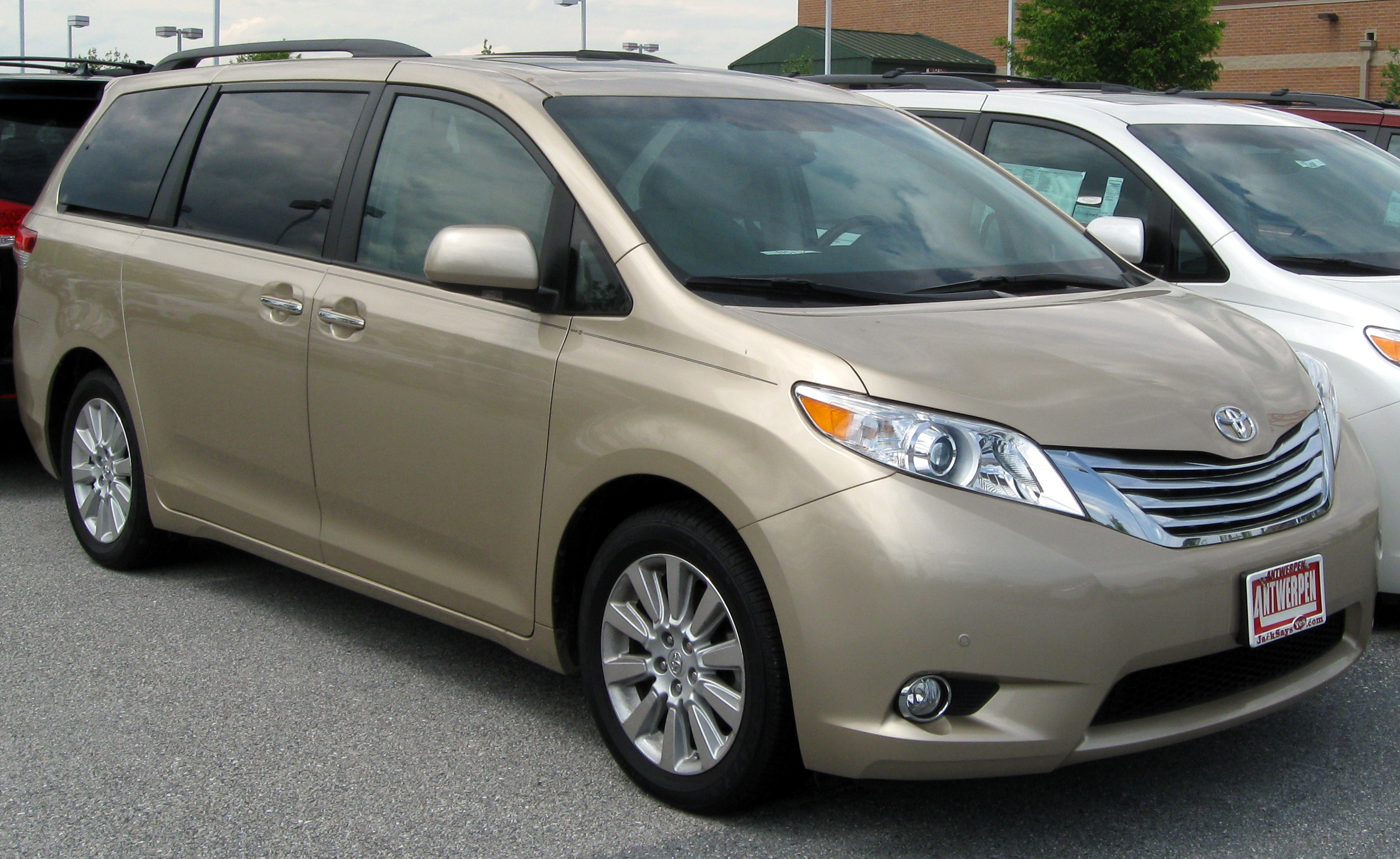
تويوتا سيينا